# Zespół fermentacji jelitowej
Zespół fermentacji jelitowej (ang. gut fermentation syndrome, endogenous ethanol fermentation lub auto-brewery syndrome) („autobrowar”) – stosunkowo mało znane i słabo udokumentowane zaburzenie, w którym odurzające ilości etanolu są wytwarzane poprzez endogenną fermentację w obrębie układu pokarmowego chorego. 

## Historia odnotowanych przypadków
Większość publikacji na temat tego zespołu ma charakter anegdotyczny. Pierwszy opis zaburzenia związanego z endogenną produkcją alkoholu w przewodzie pokarmowym człowieka został opublikowany w 1948 roku przez R. Ladkina, brytyjskiego urzędnika zajmującego się edukacją zdrowotną w Ugandzie oraz lekarza J. Davisa. Wspomniani autorzy opisali na łamach „British Medical Journal” przypadek śmierci 5-letniego chłopca przyjętego do Mulago National Referral Hospital (Kampala, Uganda) 26 kwietnia 1946. Pacjent zmarł następnego dnia, a przeprowadzona autopsja nie wykazała przyczyn. Odnotowano występowanie dużych ilości gazów w układzie pokarmowym oraz biało-zielonej treści o konsystencji kleiku. Dr. Davisa zaskoczył towarzyszący sekcji intensywny zapach alkoholu, bowiem dziecku podawano tylko żywność dostarczoną przez matkę i nie spożywało leków na bazie etanolu, ani tradycyjnych lokalnych form napojów piwnych. Lekarz określił, że zgon był spowodowany wstrząsem wywołanym nadmiernym przemęczeniem żołądka. Davis przypuszczał, że obecność tak dużej ilości gazów, bardzo silne wzdęcie, które doprowadziło do pęknięcia ścian żołądka i zapach alkoholu mogły być wywołane przez fermentację spożytych przez chłopca w poprzednim dniu słodkich ziemniaków. Lekarz zaznaczył, że nie odnotował żadnych innych znanych objawów chorobowych lub urazów, które mogłyby być przyczyną zgonu. Odnotowywane w późniejszym okresie przypadki zaburzenia były traktowane jako niewytłumaczalna choroba, w której występują bóle brzucha i bóle głowy. Japończyk K. Iwata opisał 12 przypadków zaburzenia, które wystąpiły przed 1972 rokiem. Iwata opisał zespół jako tajemniczy stan u pacjentów z przewlekłymi infekcjami drożdżakami. Naukowcy zwracali uwagę na odnotowywane u pacjentów nieprawidłowości enzymu wątrobowego, co wskazywało na trudność w usuwaniu alkoholu z organizmu.
W 2013 roku gastroenterolog Justin McCarthy i Barbara Cordell z Panola College w Carthage w Teksasie opublikowali opis zaburzeń stwierdzonych u 61-letniego teksańczyka. Pacjent zgłosił się po pomoc w 2010 roku, wskazując że od ponad 5 lat cierpi z powodu zatrucia organizmu. Wyjaśnił, że po przebyciu w 2004 roku operacji złamanej stopy i prowadzonej później antybiotykoterapii, zaczął odczuwać stan odurzenia alkoholowego już po spożyciu 2 piw, a czasem miał odczucie odurzenia, nawet gdy wcześniej nie spożywał jakiejkolwiek formy alkoholu. Żona pacjenta, z zawodu pielęgniarka, udokumentowała reakcje jego organizmu prowadząc rejestr wyników pomiarów wykonywanych za pomocą legalizowanego alkomatu. Odczyty sięgały nawet 3,3-4‰, a nie występowała żadna korelacja między tymi epizodami a spożyciem alkoholu (nawet w niewielkich ilościach np. w cukierkach z nadzieniem likierowym). Epizody zaczęły występować częściej, gdy chory wykonywał zwiększony wysiłek fizyczny, opuścił posiłek lub poprzedniej nocy spożywał alkohol, a przez kolejne lata częstotliwość zaczęła się zwiększać. Wzrastało także natężenie ataków. W listopadzie 2009 pacjent został zabrany na pogotowie z silnymi objawami. Badanie stężenia alkoholu we krwi dało wynik 3,7‰, mimo że chory w tym dniu nie spożywał alkoholu. W kwietniu 2010 pacjent został poddany 24-godzinnej obserwacji. Analizy wykazały obecność bakterii Helicobacter pylori w żołądku, a w stolcu obecność rzadkich gatunków drożdży i Saccharomyces cerevisiae. Lekarze upewnili się, że pacjent nie ma przy sobie alkoholu i zakazali przez czas obserwacji kontaktu z odwiedzającymi. Przeprowadzono prowokację podając pacjentowi glukozę i włączając dietę bogatą w węglowodany. Po południu poziom stężenia alkoholu we krwi wzrósł do 1,2‰.

## Etiologia
Zaburzenia pacjentów, którzy po spożyciu pokarmów o wysokiej zawartości węglowodanów wchodzą w stan nietrzeźwości określano jako „auto-brewery syndrom” (autobrowar), a za czynnik sprawczy uznawano drożdżakowce – głównie z rodzaju Candida – w szczególności Candida albicans, Candida krusei i Candida glabrata, a także Saccharomyces cerevisiae. Ten ostatni gatunek został przez Barbarę Cordell, Justina McCarthy'ego uznany za główny patogen dla tego zaburzenia. 
Proces wytwarzania alkoholu z węglowodanów przez drożdżakowce, występujące powszechnie we florze układu pokarmowego człowieka, jest naturalny. Zazwyczaj organizm wytwarza jednak jedynie stosunkowo niewielkie ilości etanolu – zbyt małe, by odurzyć zdrową osobę. W odniesieniu do opisywanych przez K. Iwatę japońskich pacjentów, dodatkowym czynnikiem mógł być fakt stosowania diety, w skład której w znacznej mierze wchodził bogaty w węglowodany ryż, a nieprawidłowy enzym wątrobowy (dehydrogenaza alkoholowa) sprawiał, że organizm nie był w stanie szybko przetworzyć alkoholu.
Endogenny alkohol może powstać również w trakcie rozkładu zwłok. Jego substratem jest znajdująca się we krwi glukoza. Przyjmowane jest, że naturalne stężenie tak powstałego alkoholu w zwłokach może osiągnąć 1‰, choć przy dłuższym rozkładzie lub w zwłokach osoby chorej na cukrzycę może być wyższe.

## Konsekwencje społeczne
Opisywane zaburzenie występuje bardzo rzadko, ale może mieć w życiu chorego znaczące konsekwencje w postaci stygmatyzacji, negatywnego odbioru społecznego, utraty pracy, nawet pozbawienia wolności. Zespół fermentacji jelitowej bywa przywoływany przez obrońców kierowców prowadzących pojazdy w stanie upojenia alkoholowego. Z kolei możliwość powstawania alkoholu w zwłokach może zaburzać ocenę trzeźwości ofiar wypadków.